# Stylidium junceum
Stylidium junceum este o specie de plante dicotiledonate din genul Stylidium, familia Stylidiaceae, ordinul Asterales.

## Subspecii
Această specie cuprinde următoarele subspecii:
- S. j. brevius
- S. j. junceum